# Creagrutus cochui
Creagrutus cochui är en fiskart som beskrevs av Géry, 1964. Creagrutus cochui ingår i släktet Creagrutus och familjen Characidae. Inga underarter finns listade i Catalogue of Life.